# Špilberk
Špilberk (německy Spielberg, v hantecu Špilas) je hrad a pevnost tvořící dominantu města Brna. Nachází se na vrcholu stejnojmenného kopce, který leží v městské části Brno-střed, na západě katastrálního území Město Brno.
Hrad byl založen ve druhé polovině 13. století moravským markrabětem (a později i českým králem) Přemyslem Otakarem II. a během staletí procházel mnoha výraznými proměnami. Z předního královského hradu na Moravě, vystavěného v gotickém slohu, se ve druhé polovině 17. století stala mohutná barokní pevnost, která byla několikrát bez úspěchu obléhána. Její kasematy byly na konci 18. století upraveny na obávanou věznici. V roce 1962 byl hrad společně s okolním parkem prohlášen národní kulturní památkou. V současnosti patří k objektům Muzea města Brna, které zde sídlí.

## Historie
Hrad byl založen v polovině 13. století na skalnatém vrchu nad historickým centrem města Brna. Jeho zřizovatel, moravský markrabě a český král Přemysl Otakar II., jej koncipoval jako oporu panovnické moci a důstojné sídlo vládců Moravy. Nejstarší písemné záznamy o hradu pocházejí z let 1277–1279. Název získal z původního pojmenování kopce.

### Rezidenční hrad

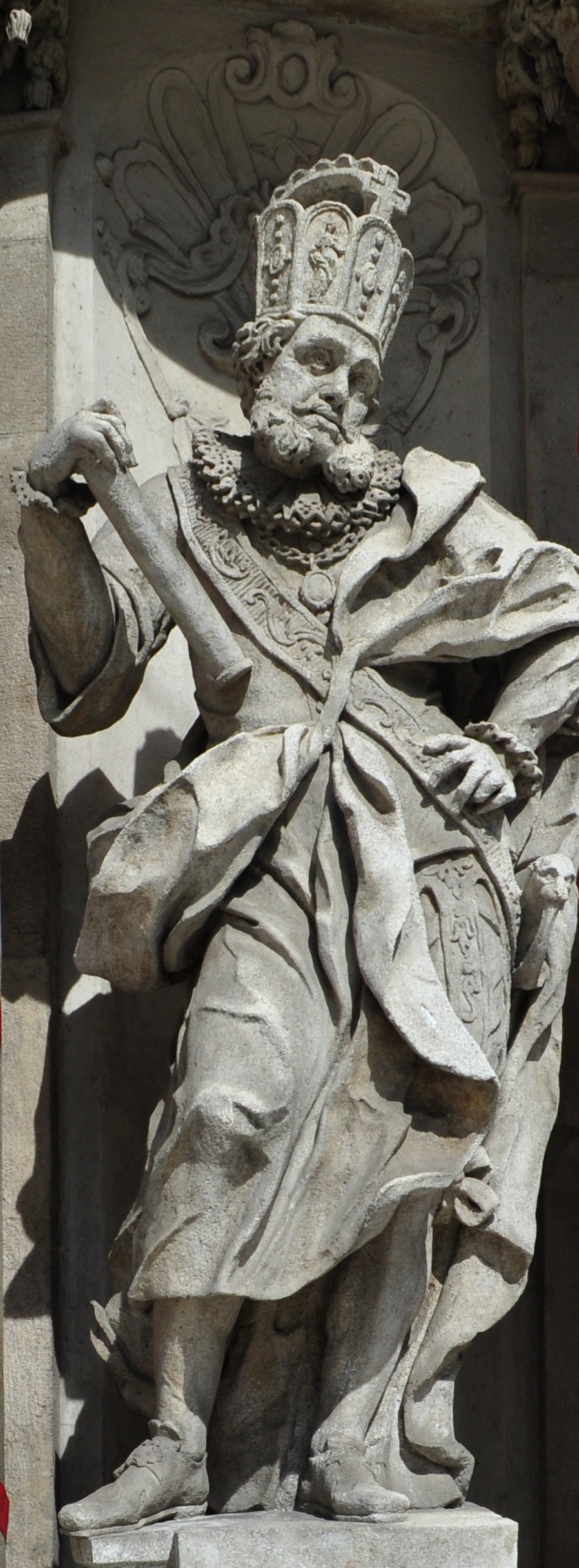
Římsko-německý král Jošt Moravský (idealizované zpodobnění)

Ačkoli byl Špilberk původně koncipován jako přední královský hrad na Moravě a pevná opora panovnické moci, čeští panovníci jej navštěvovali spíše jen příležitostně, což platilo i o Karlu IV.; v roce 1337 na hradě pobývala Karlova první manželka, moravská markraběnka (později královna), Blanka z Valois.
Trvalým sídlem moravských markrabat se Špilberk stal v polovině 14. století za vlády markraběte Jana Jindřicha, který vládl v letech 1350–1375. Jan Jindřich byl mladším bratrem císaře Karla IV. Druhým a zároveň posledním vládcem, který na hradě sídlil, byl Jošt Moravský. Jošt byl synem Jana Jindřicha a na Moravě vládl jako moravský markrabě v letech 1375–1411. Roku 1410 byl zvolen římsko-německým králem a Špilberk se tak na krátkou dobu stal sídlem vládce celé Římsko-německé říše. Ovšem tři měsíce po svém zvolení nový král na hradě zemřel, dnes je tento mimořádně úspěšný středověký politik pochován v kryptě kostela svatého Tomáše na Moravském náměstí. Jošt vládl také v Braniborsku z titulu braniborského kurfiřta a v Lucemburském vévodství z titulu lucemburského vévody.
Toto období autonomní vlády moravské linie Lucemburků, které trvalo šest desetiletí (1350–1411), tvoří nejvýznamnější kapitolu nejen v dějinách brněnského hradu. Jošt byl ale posledním z této linie moravských markrabat a hrad Špilberk tak natrvalo ztratil svoji funkci rezidenčního hradu. Za vlády Zikmunda a jeho zetě Albrechta Rakouského se dostal do popředí význam Špilberku jako vojenské pevnosti.

### Pevnost
Na Špilberku sídlil Viktorín z Poděbrad ve funkci zemského hejtmana (syn krále Jiřího z Poděbrad), uváděný i jako „hejtman na Špilberce“. V roce 1469 však Matyáš Korvín obsadil Špilberk a následně získal i vládu na Moravě. Dodejme, že hrad byl předtím obléhán městem Brnem, které se postavilo na stranu Matyáše Korvína.
Od konce 15. století nastával celkový úpadek a postupné chátrání hradu. Byl opětovně zastavován a dočasní držitelé o jeho údržbu příliš nedbali. Moravští stavové proto v roce 1560 Špilberk i s celým panstvím koupili a vzápětí vlastní hrad prodali městu Brnu. Ve vlastnictví města zůstal Špilberk pouhých 60 let – po bělohorské porážce stavovského povstání v roce 1620 byl císařem Ferdinandem II. městu zkonfiskován. Nejspíše z toho důvodu později hrad se svým okolím tvořil samostatné katastrální území Špilberk.
Významný okamžik hradu nastal během třicetileté války spolu s částečnou vojenskou okupací Moravy švédským vojskem a s dvojím přímým ohrožením Brna v letech 1643–1645. Opevnění hradu i města se rychle opravovalo a zdokonalovalo. V roce 1645 pak Brno se Špilberkem pod velením plukovníka Raduita de Souches odolalo tříměsíčnímu dobývání mnohonásobnou švédskou přesilou. Hrad byl pak postupně – do poloviny 18. století – přebudován na nejmohutnější a také nejvýznamnější barokní pevnost na Moravě, tvořící jako citadela s městem jednu pevnostní soustavu.
V březnu 1742, v průběhu válek o rakouské dědictví, Brno i Špilberk odolaly sasko-pruským vojskům pruského krále Fridricha II. Brno si tím zachovalo status jádra odporu na obsazené Moravě a přispělo tak k udržení monarchie. Je to poslední případ, kdy hrál Špilberk významnou roli ve válečném konfliktu.

### Vězení

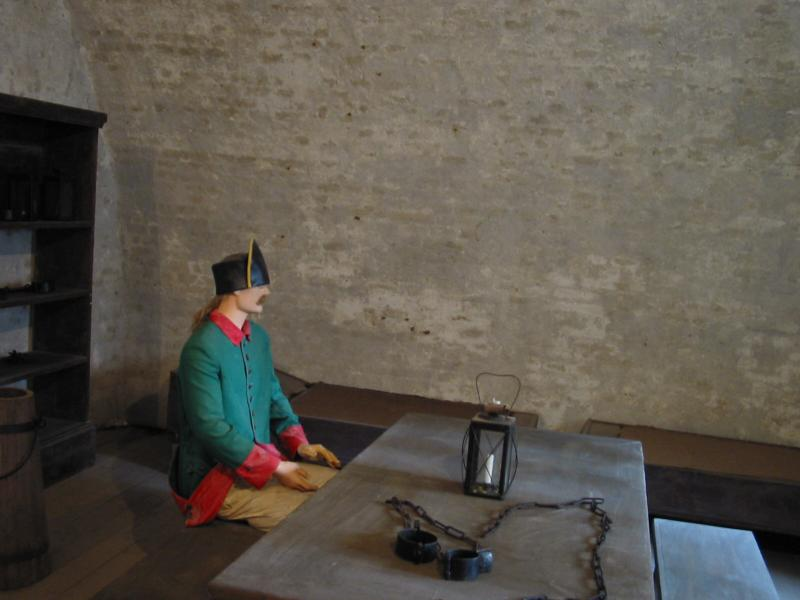
Špilberk: Kasematy

Součástí pevnosti bylo i vězení. Už po porážce stavovského povstání v roce 1620 byli na Špilberku několik let vězněni jeho přední moravští účastníci. Od poslední čtvrtiny 17. století do počátku 80. let 18. století zde bylo vězněno také několik vojenských osobností, např. rakouští generálové Bonneval a Wallis či proslulý plukovník pandurů Franz von der Trenck, který na Špilberku zemřel v roce 1749.
Roku 1783 rozhodl císař Josef II. o přeměně na civilní věznici pro nejtěžší zločince (lehčí provinění si vězni odpykávali v káznici na Cejlu). Kromě starší vězeňské budovy bylo přebudováno horní patro severních kasemat (Josefínský trakt). Po dokončení sem byli přesunuti první vězni v červnu 1784. V prosinci 1784 byl pak proveden další císařův příkaz, aby do nejhorších kasemat v dolním patře byli vsazeni zločinci odsouzení na doživotí. Proto zde bylo postupně vytvořeno 29 jednotlivých kobek, sbitých ze silných trámů i prken, k nimž byli vězňové trvale přikováni. Ve druhé polovině roku 1785 bylo na vězení upraveno i horní patro jižních kasemat, které však začal využívat až Josefův nástupce Leopold II. (Leopoldův trakt). Leopold však v květnu 1790 zrušil celé vězení doživotně odsouzených v dolních kasematech včetně trestu přikování a zavedl i další zmírnění pro všechny odsouzence. Horní patro kasemat nadále sloužilo jako vězení až do počátku 30. let 19. století.

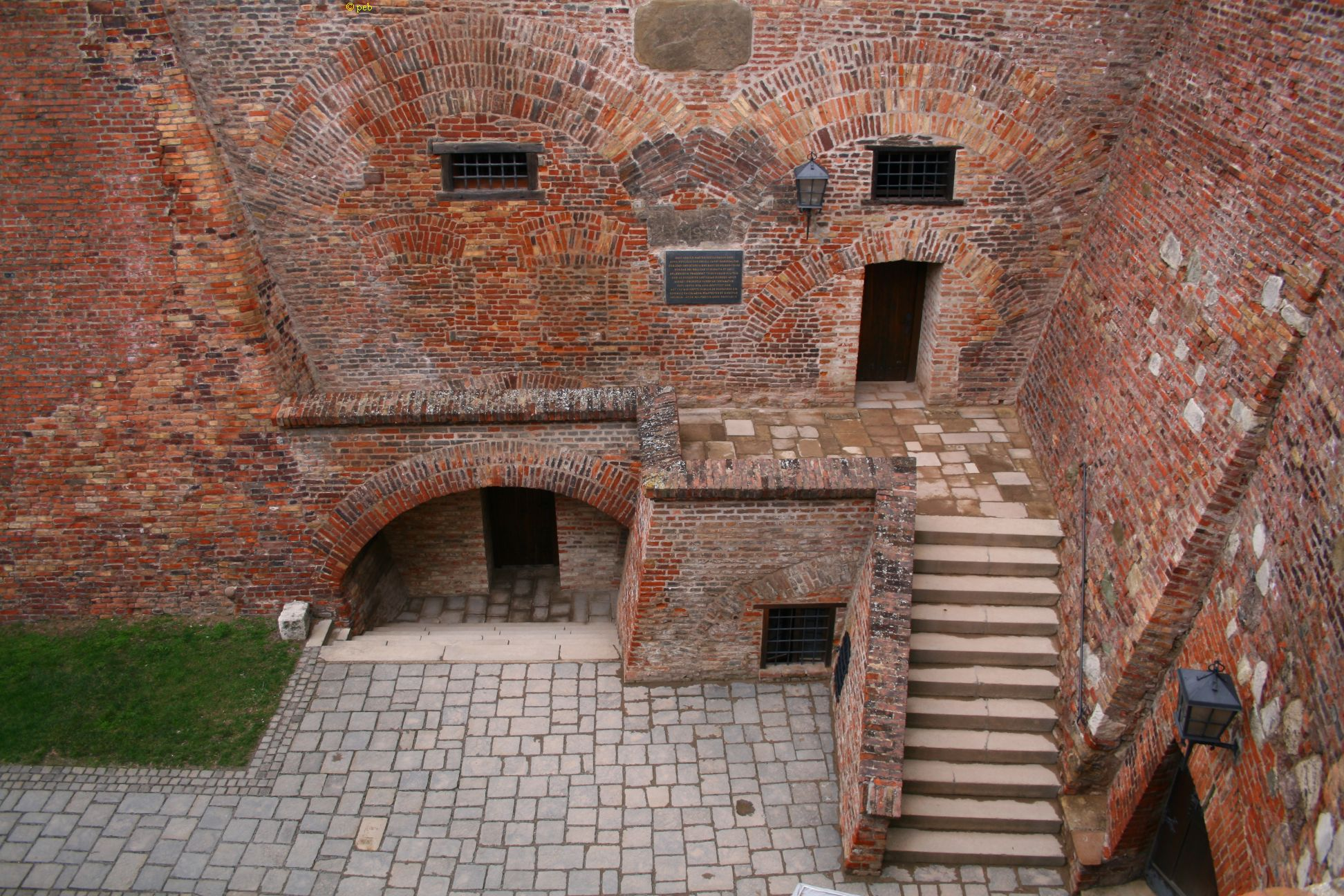
Vstup do kasemat

Od konce 18. století se v nadzemních prostorách špilberské pevnosti začínají objevovat i „političtí“ vězni, např. francouzský revolucionář Jean-Baptiste Drouet, uherský jakobín a spisovatel Ferenc Kazinczy, později italský vlastenec a básník Silvio Pellico, který svou knihou Mé vězení proslavil špilberské vězení po celé Evropě.
Francouzská armáda císaře Napoleona při svém odchodu z okupovaného Brna roku 1809 zničila některé důležité části opevnění.
Od 10. června 1841 do 29. května 1855 byl na Špilberku uvězněn mimo jiné vězeň č. 1042, vlastním jménem Václav Babinský. V roce 1855 pak císař František Josef I. špilberskou věznici zrušil a její prostory byly změněny na vojenská kasárna, kterými zůstaly dalších sto let.
Za první světové války zde kromě vojáků byli vězněni i civilní odpůrci rakouského režimu. V prvním roce nacistické okupace Československa zde bylo vězněno několik tisíc českých vlastenců, z nichž několik také zemřelo. Německá armáda provedla v letech 1939–1941 na Špilberku rozsáhlé úpravy a vytvořila kasárny v romanticko-historizujícím duchu tehdejší velkoněmecké ideologie.

### Muzeum
V roce 1959 opustila Špilberk posádka československé armády a definitivně tak skončila jeho vojenská funkce. Následujícího roku se hrad stal sídlem Muzea města Brna. V současnosti je turistickým lákadlem a zejména v letních měsících se zde konají různé kulturní akce, hudební a divadelní festivaly. Jsou odtud také odpalovány ohňostroje během soutěžní přehlídky Ignis Brunensis.

## Stavební vývoj

Půdorys Špilberku

S proměnami funkcí Špilberku souvisel i jeho stavební vývoj. Z původního gotického hradu 13.–15. století se dochovalo poměrně málo, pouze v jeho východním křídle. Výrazně „gotickou“ podobu celého východního křídla však určila diskutabilní rekonstrukce z let 1995–2000 podle projektu Zdeňka Chudárka.
P. Rochepin
Barokní pevnostní přestavbu s podílem předních vojenských inženýrů N. Peroniho, L. Rocheta a P. Rochepina i brněnského stavitele M. Grimma, v současnosti připomíná především vnitřní fortifikační systém – hradby s bastiony, zděné příkopy s vestavěnými kasematy z roku 1742, a dále přízemní kasárenské a další objekty přistavěné po obvodu vnější zdi středověkého hradu v polovině 18. století. Součástí pevnostního systému byly i studna (hl. asi 112 m) v západní části nádvoří a přilehlá cisterna.
Většina dnešních budov – jižní, západní a severní křídlo i střední trakt, rozdělující dřívější velké nádvoří na dvě části – vznikla až rozsáhlou přestavbou pevnosti na věznici ve 30. letech 19. století. Úpravy prováděné německou armádou hrad už spíše jen architektonicky sjednotily a projevily se více v interiérech a historizujících detailech.

## Kulturní akce
Špilberk je jedním z míst, která každoročně hostí divadelní festival Letní shakespearovské slavnosti. Festival zde probíhá během července a začátku srpna na hlavním nádvoří hradu.
Od roku 2000 se každoročně v srpnu na hlavním nádvoří hradu koná Mezinárodní hudební festival Špilberk, založený Filharmonií Brno.

## Galerie

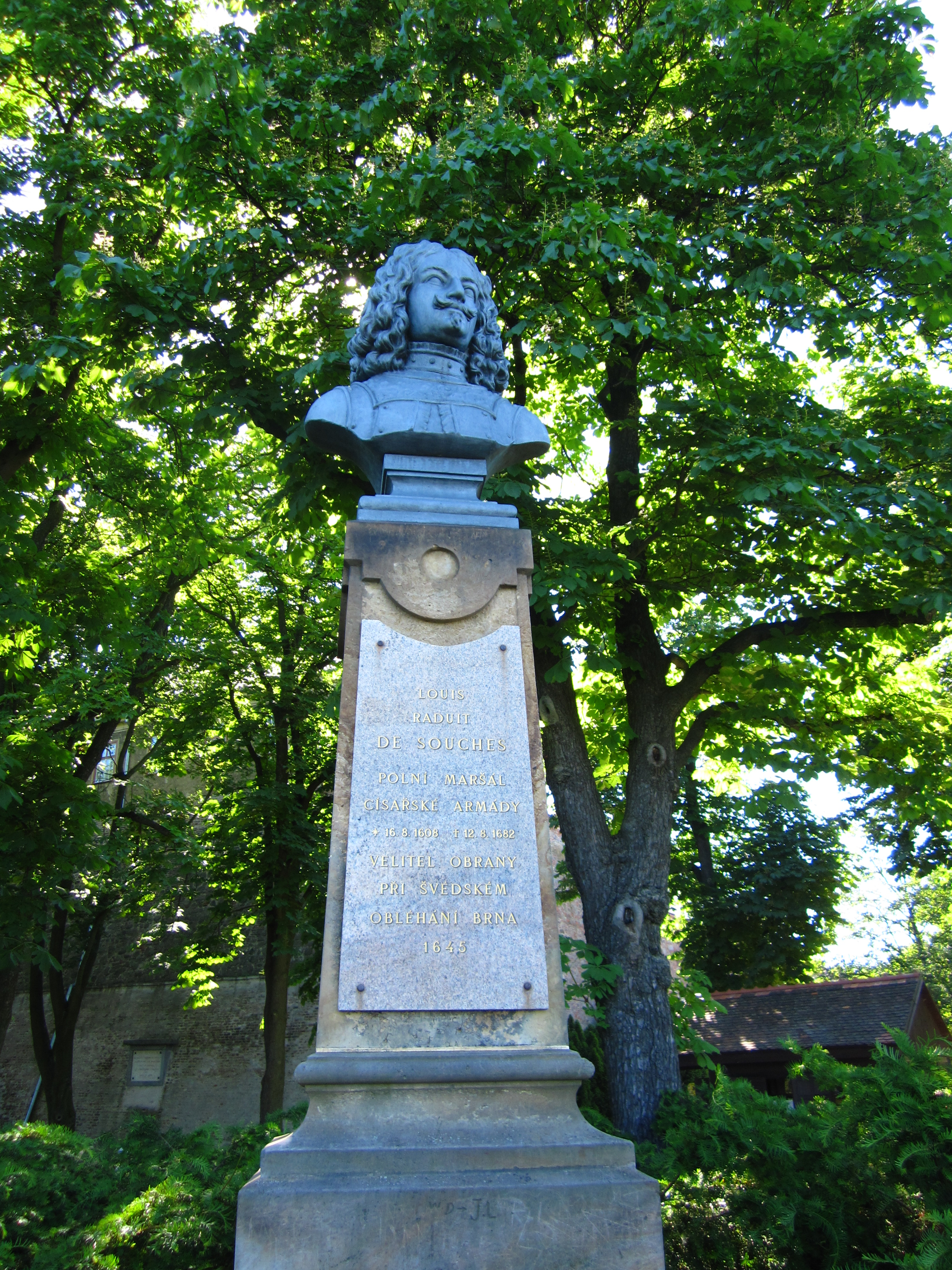
Busta Jean Louis Raduit de Souches
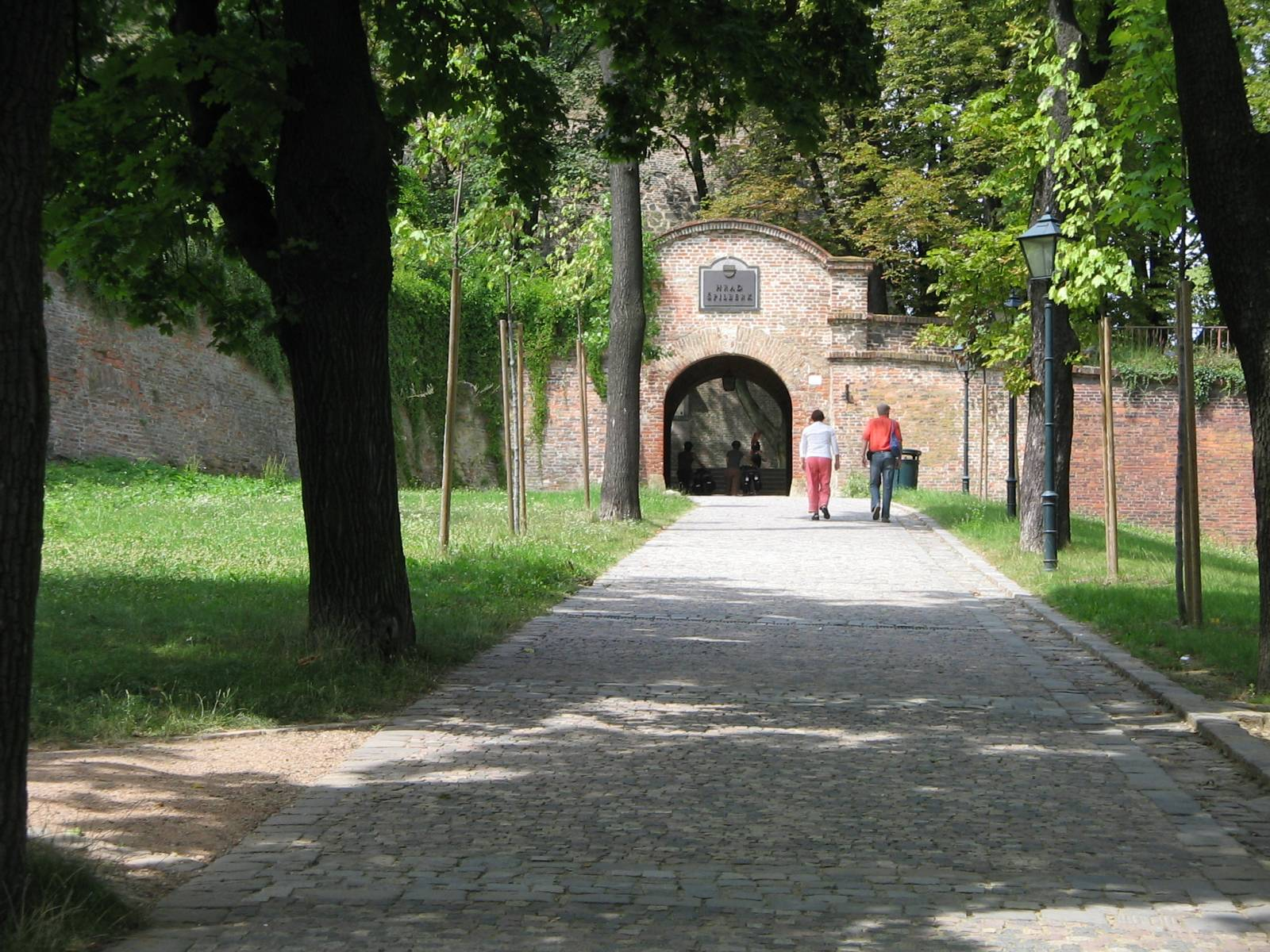
Jeden ze vstupů do hradu z okolního parku
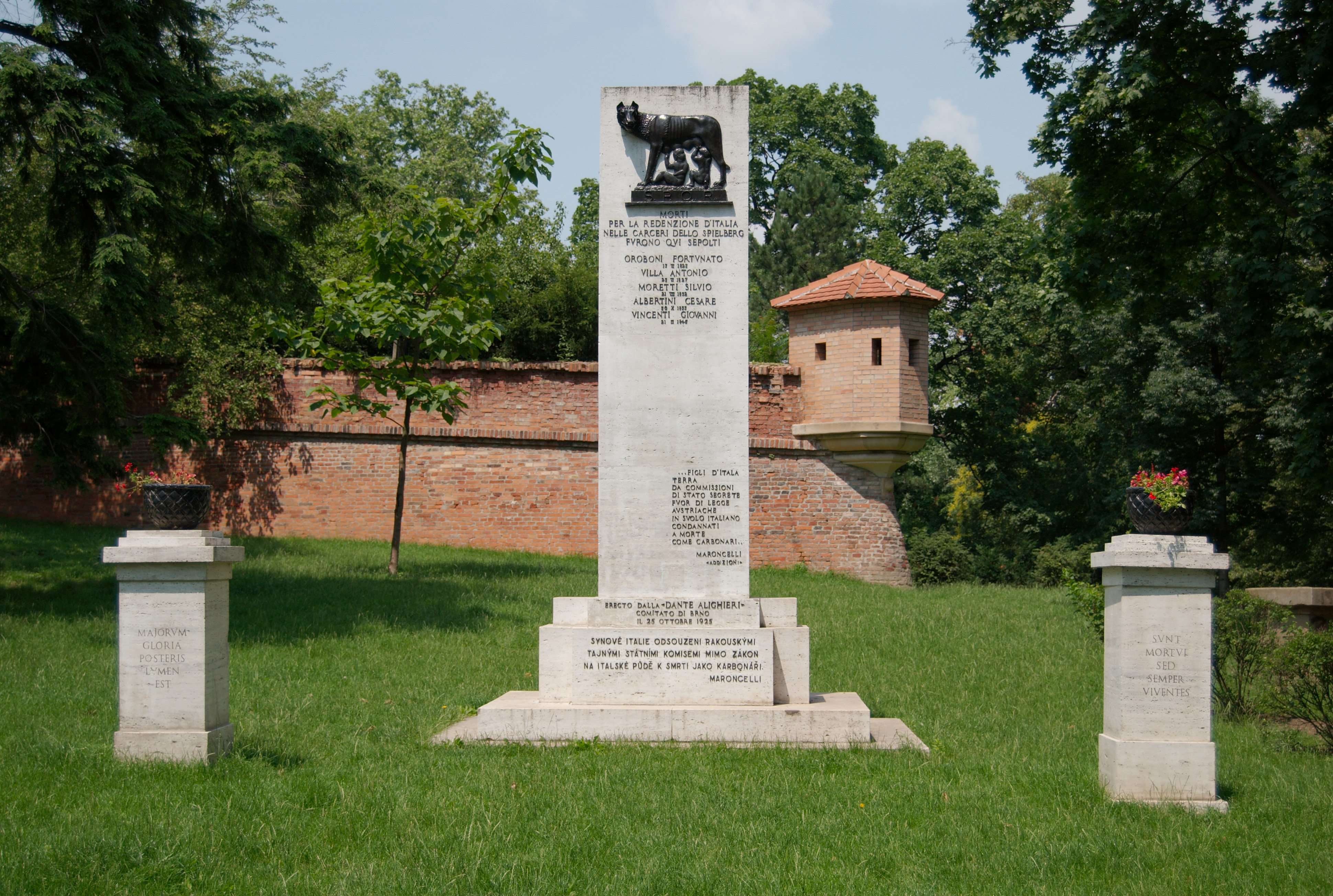
Pomník italským karbonářům na úpatí hradu
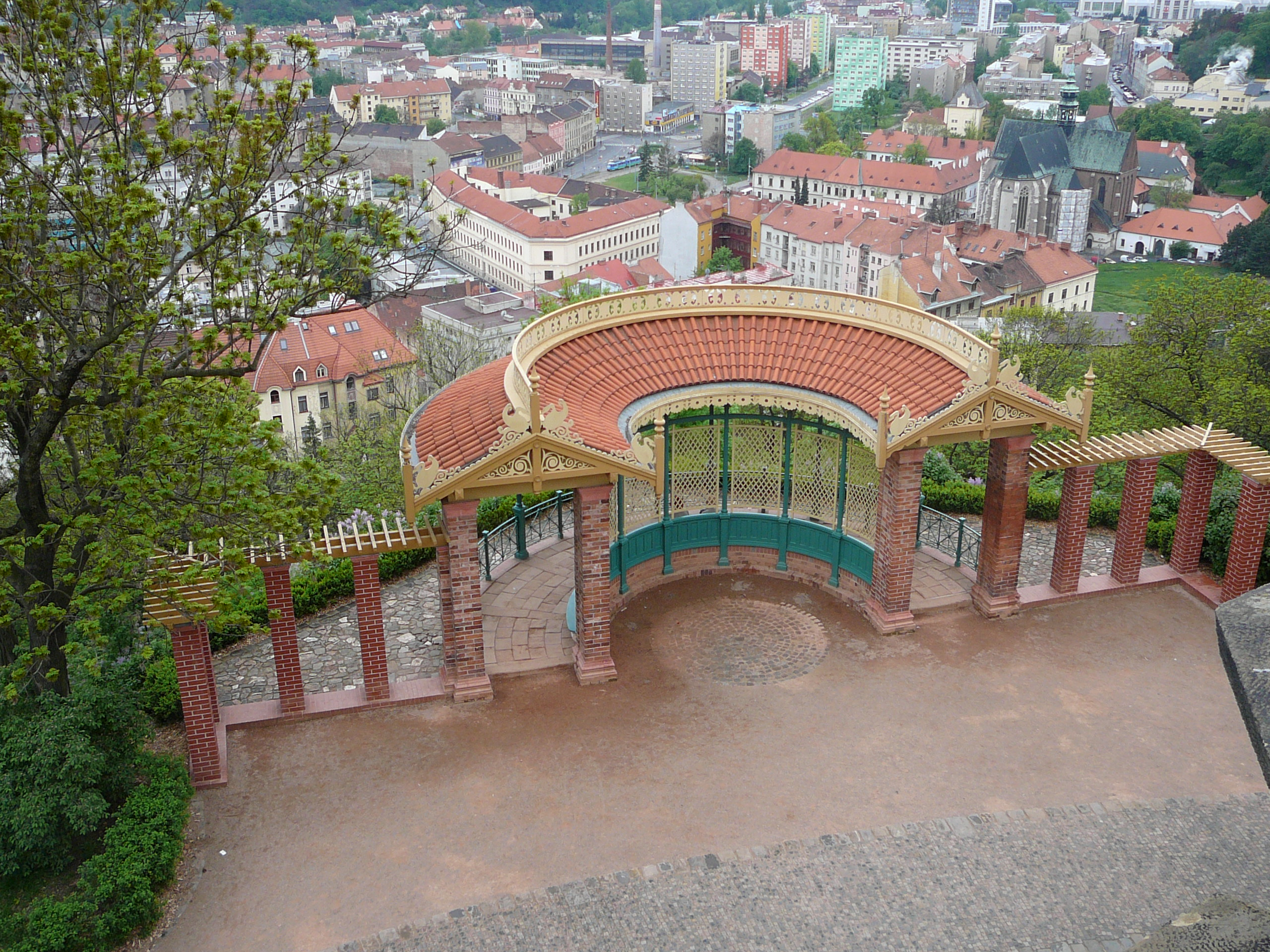
Vyhlídkový altán hradu
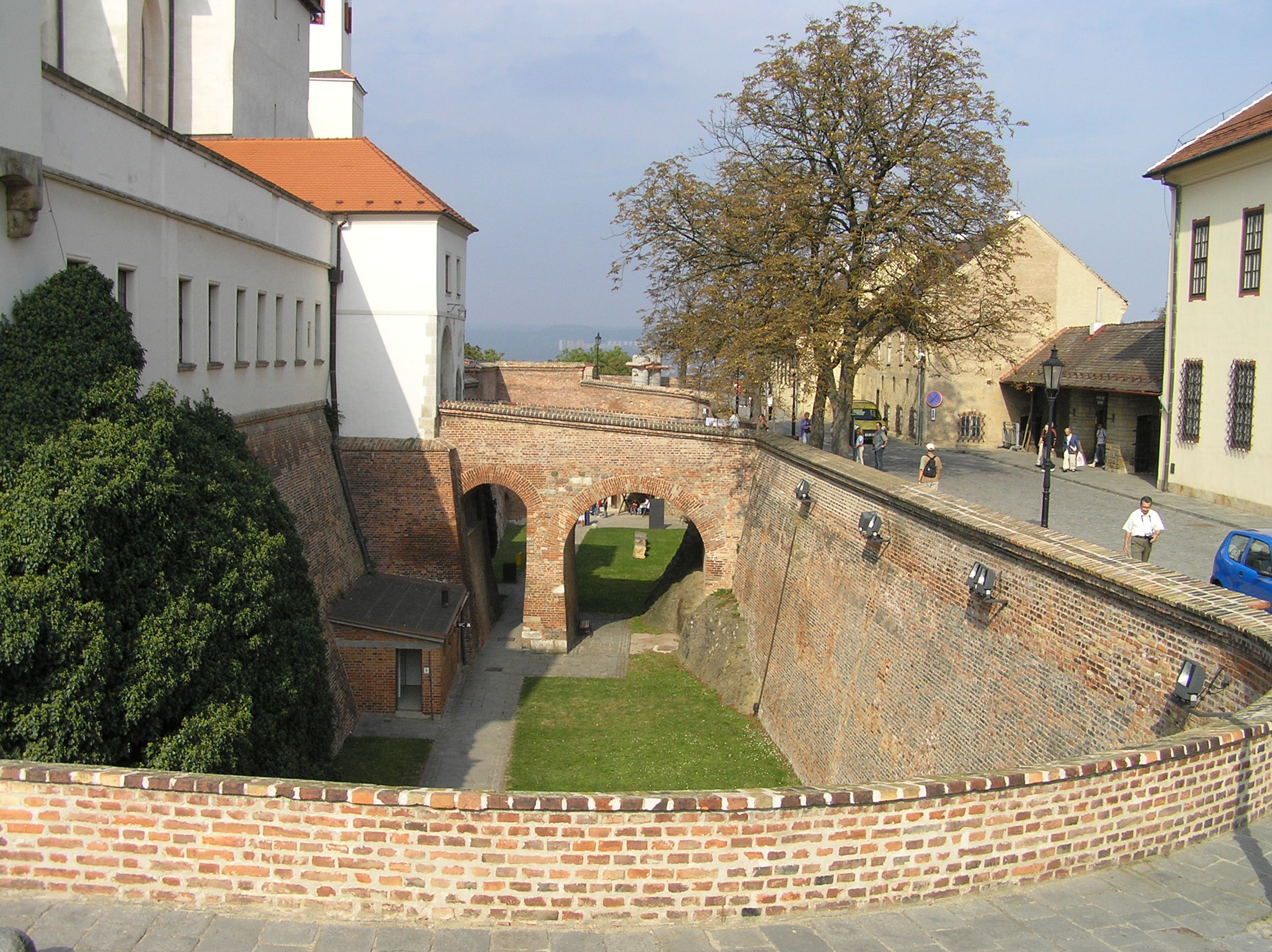
Vchod na první nádvoří
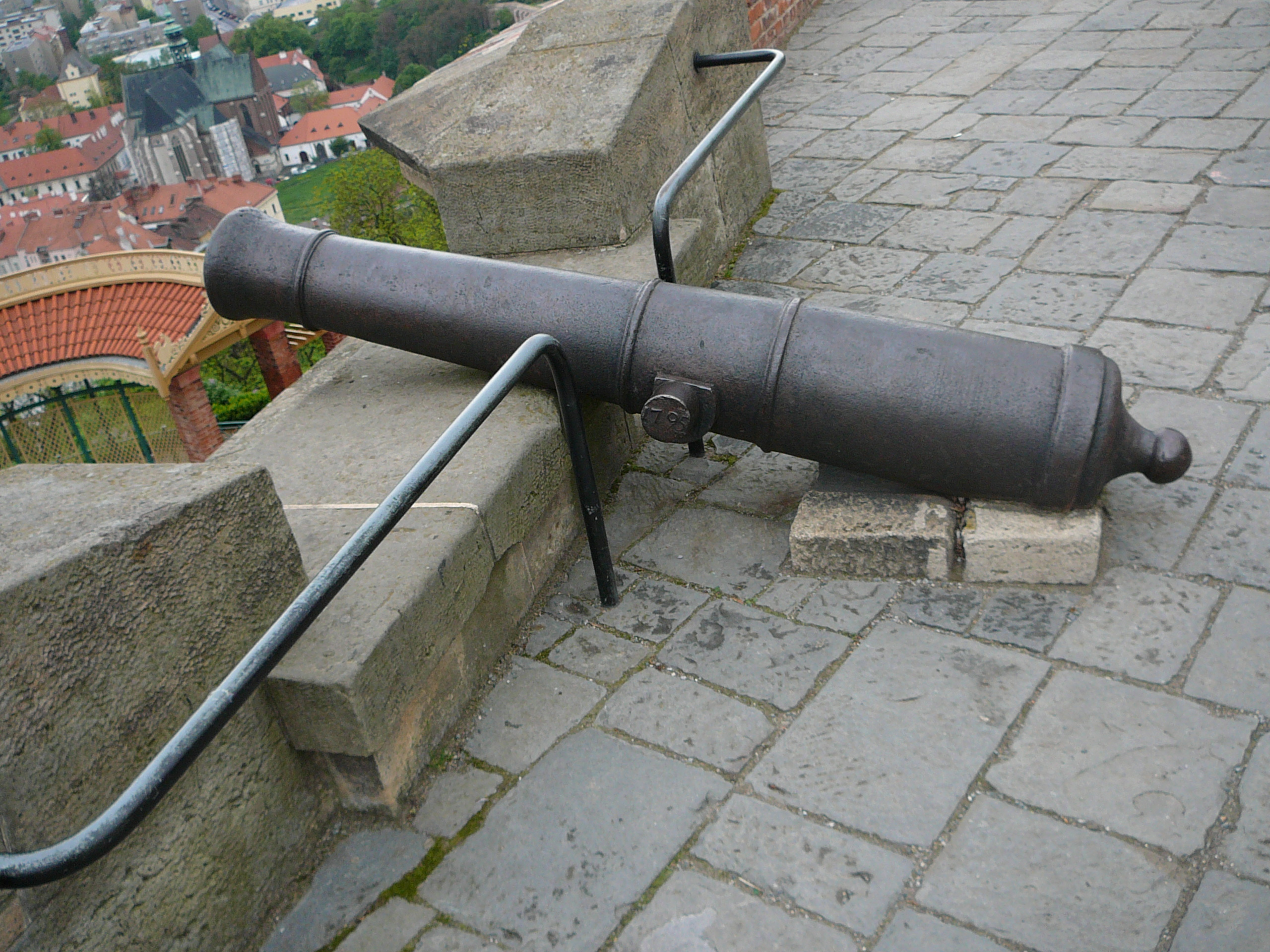
Dělo na Špilberku
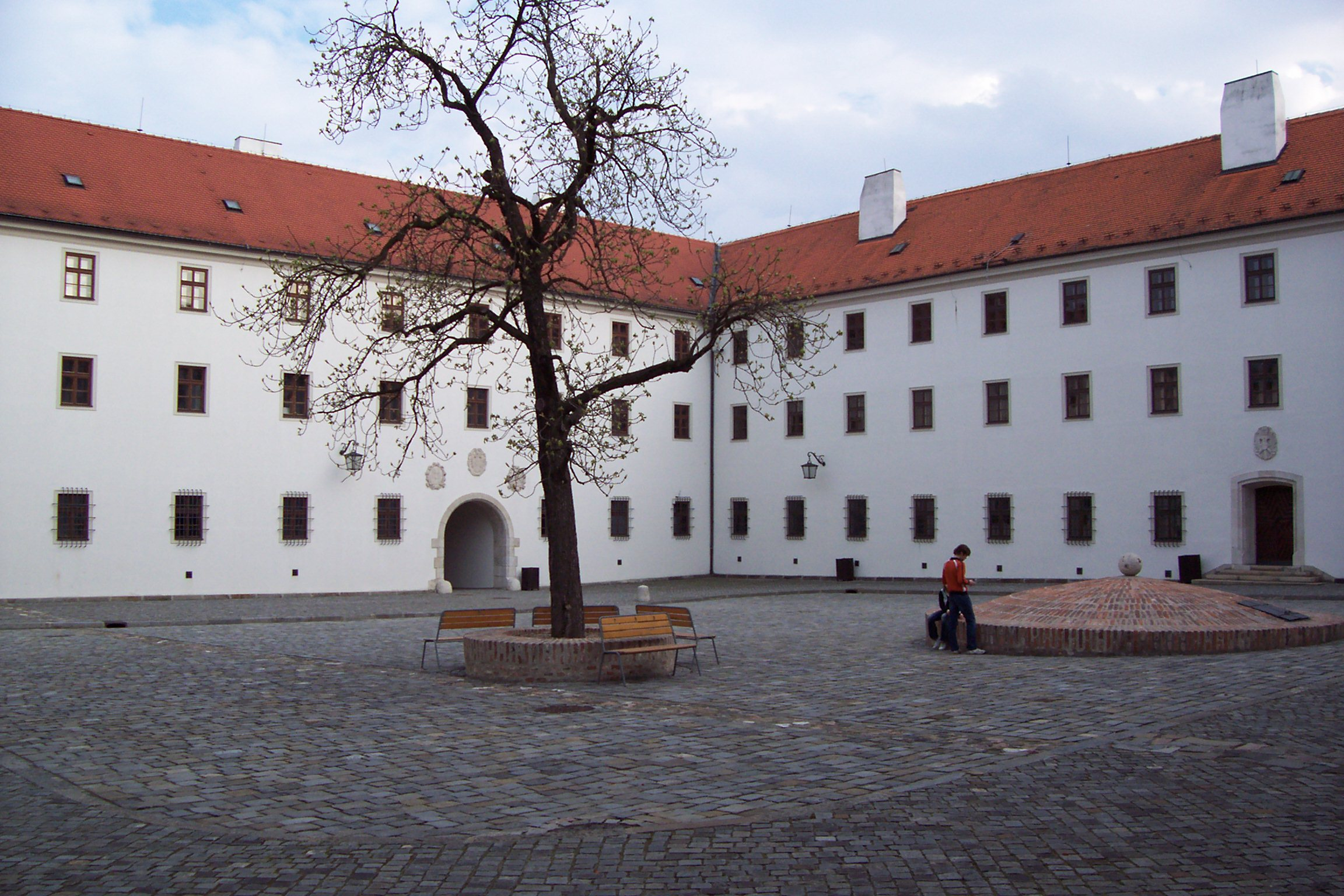
Vnitřní nádvoří hradu
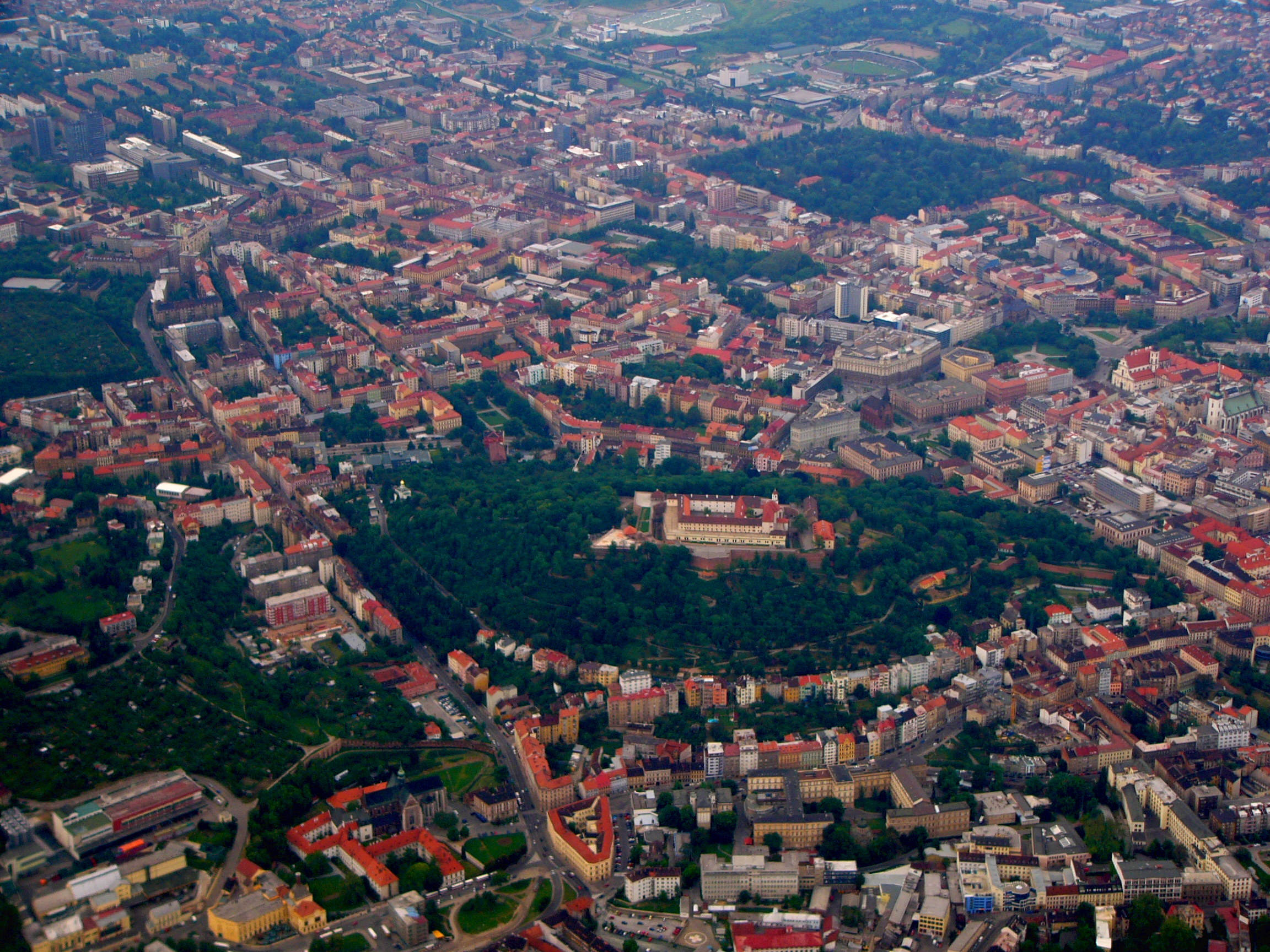
Letecký pohled na hrad
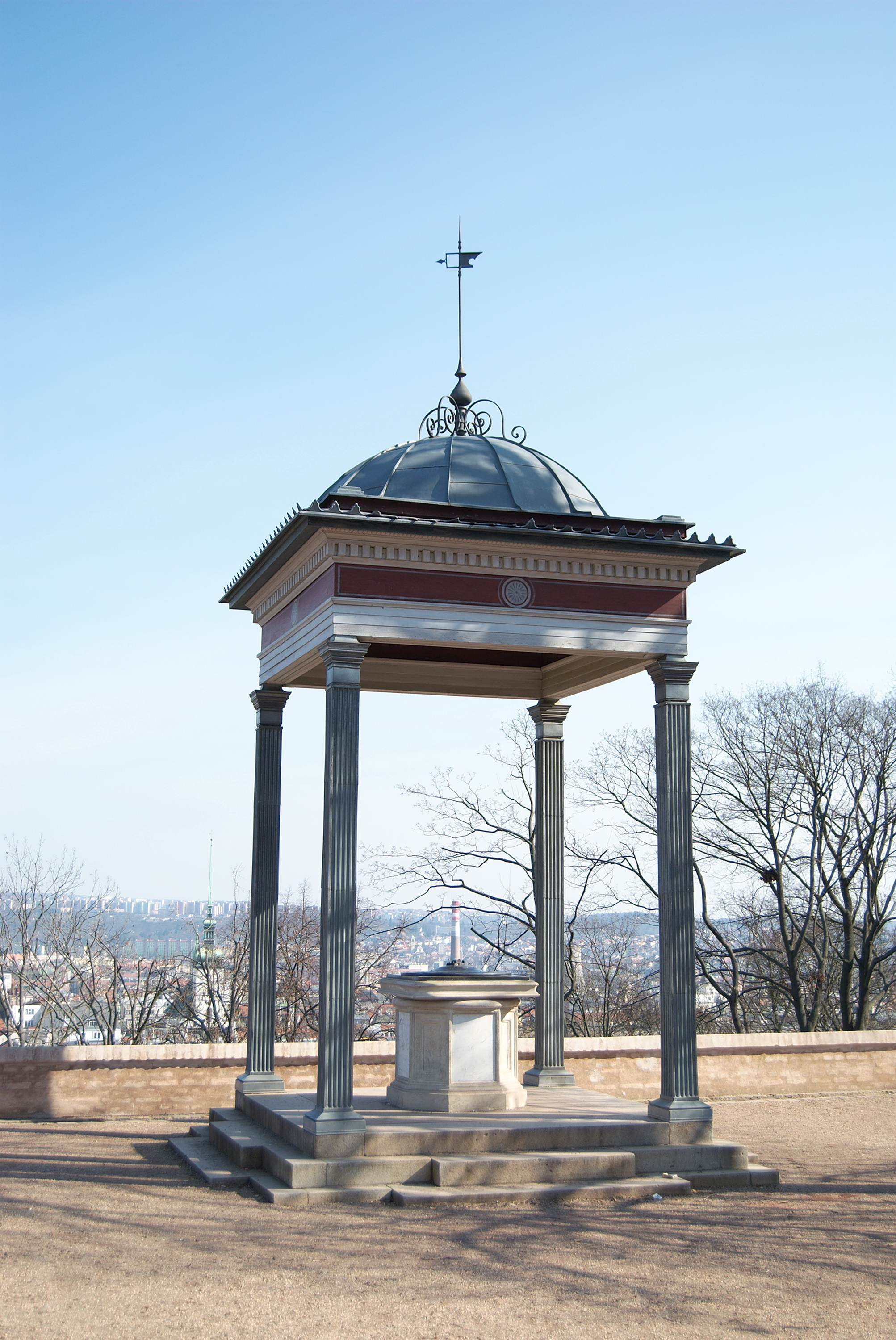
Altán s modelem hradu
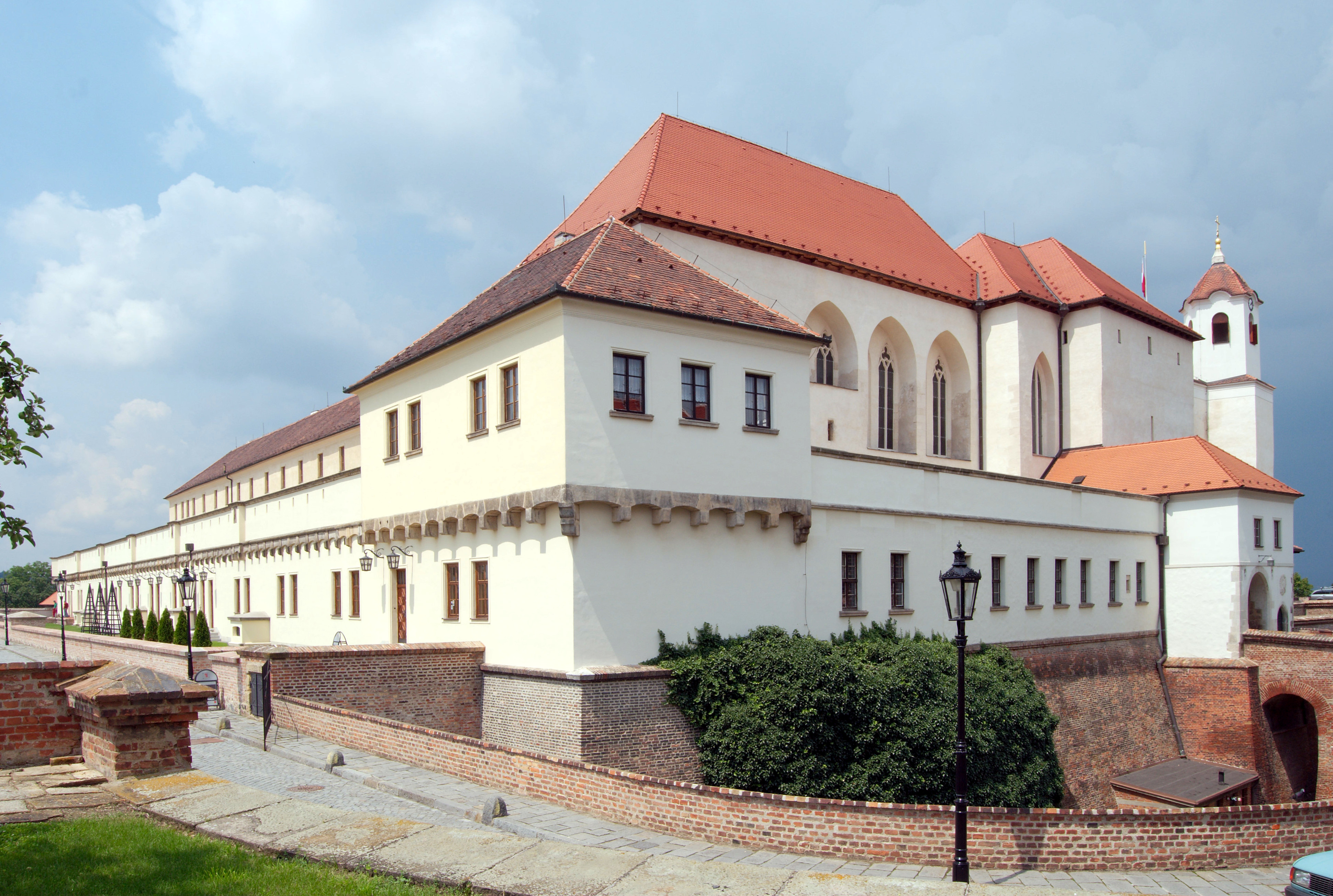
Hrad Špilberk
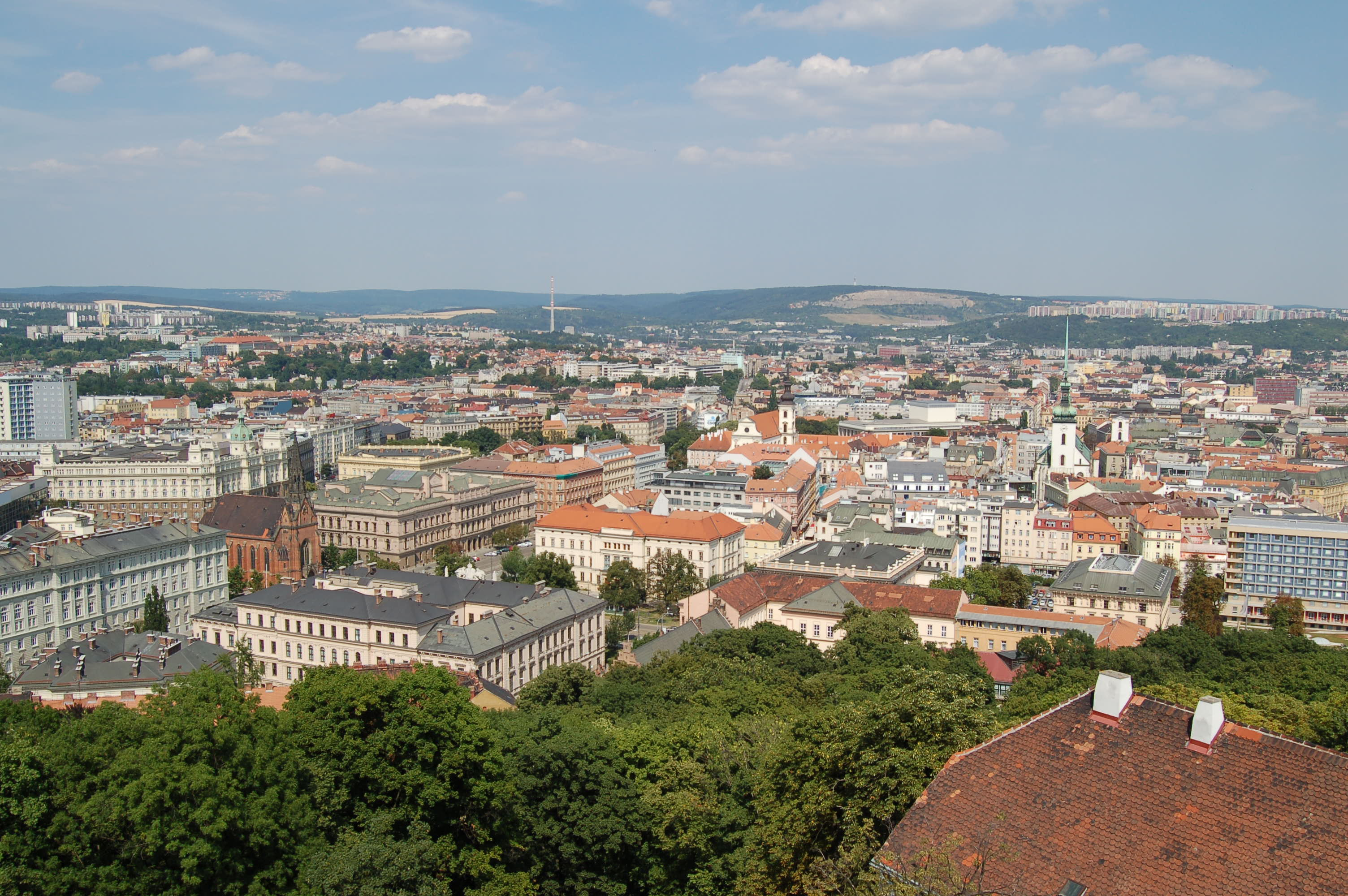
Pohled na část města z hradu
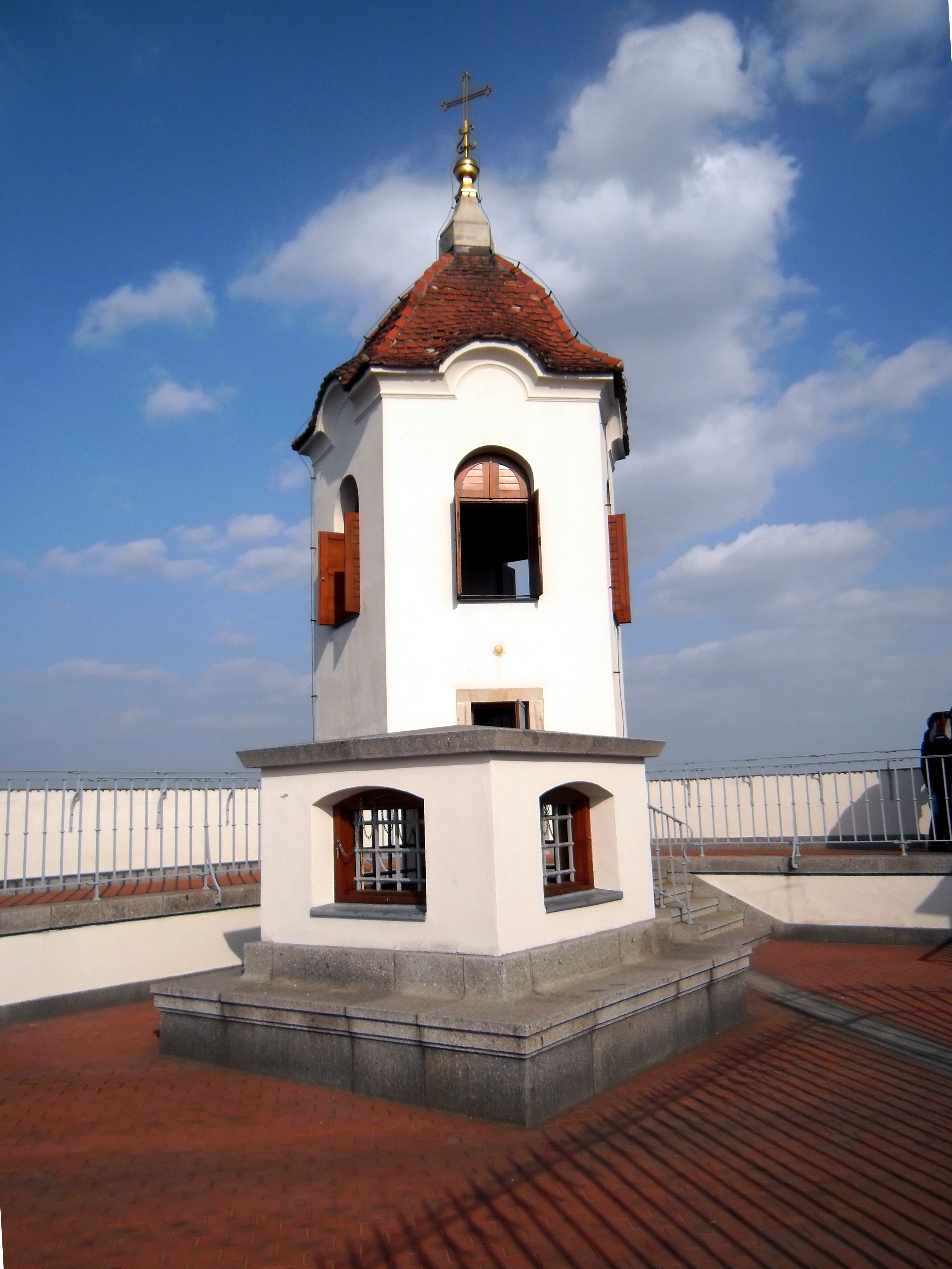
Vrchol vyhlídkové věže
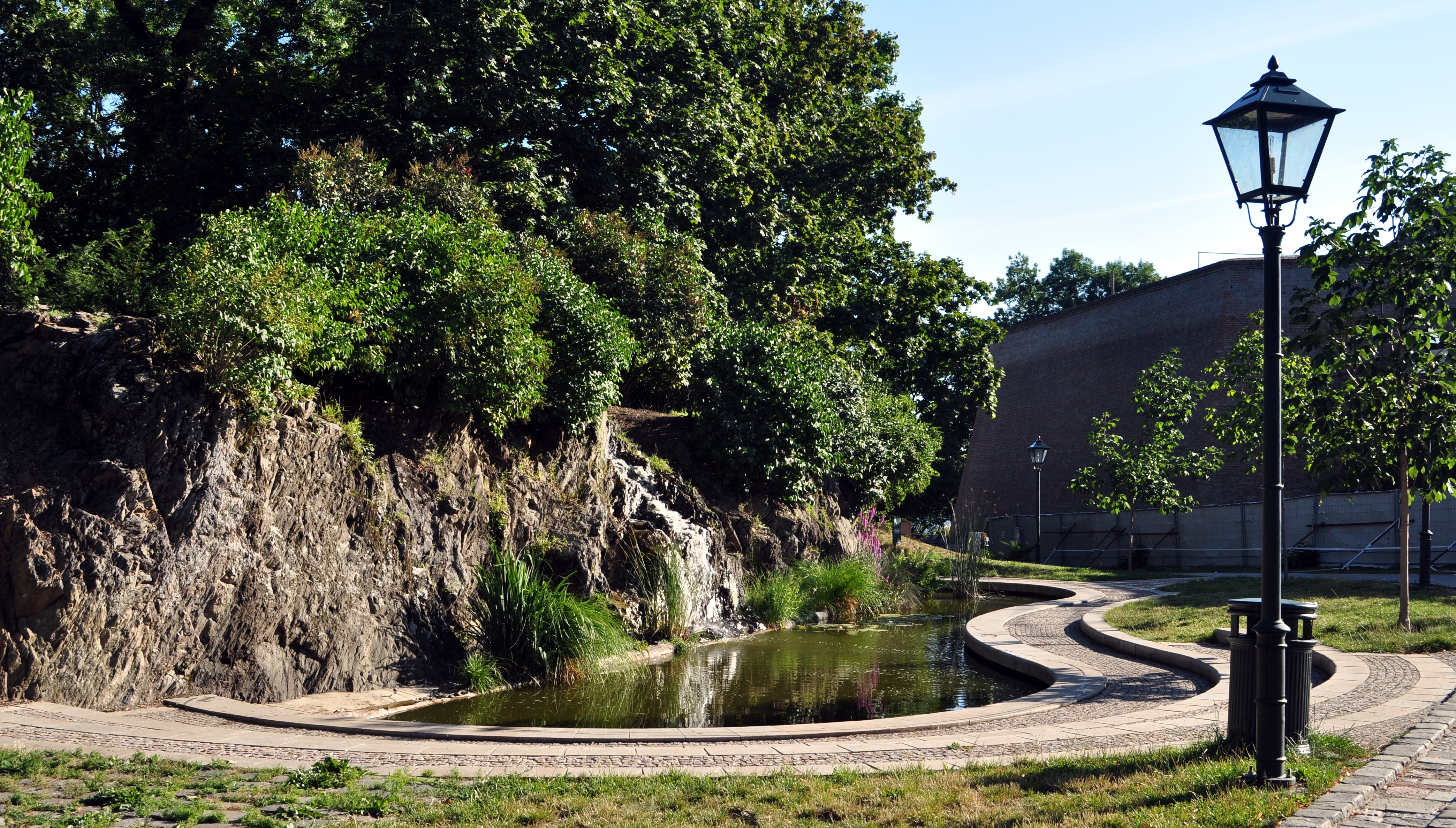
Park Špilberk
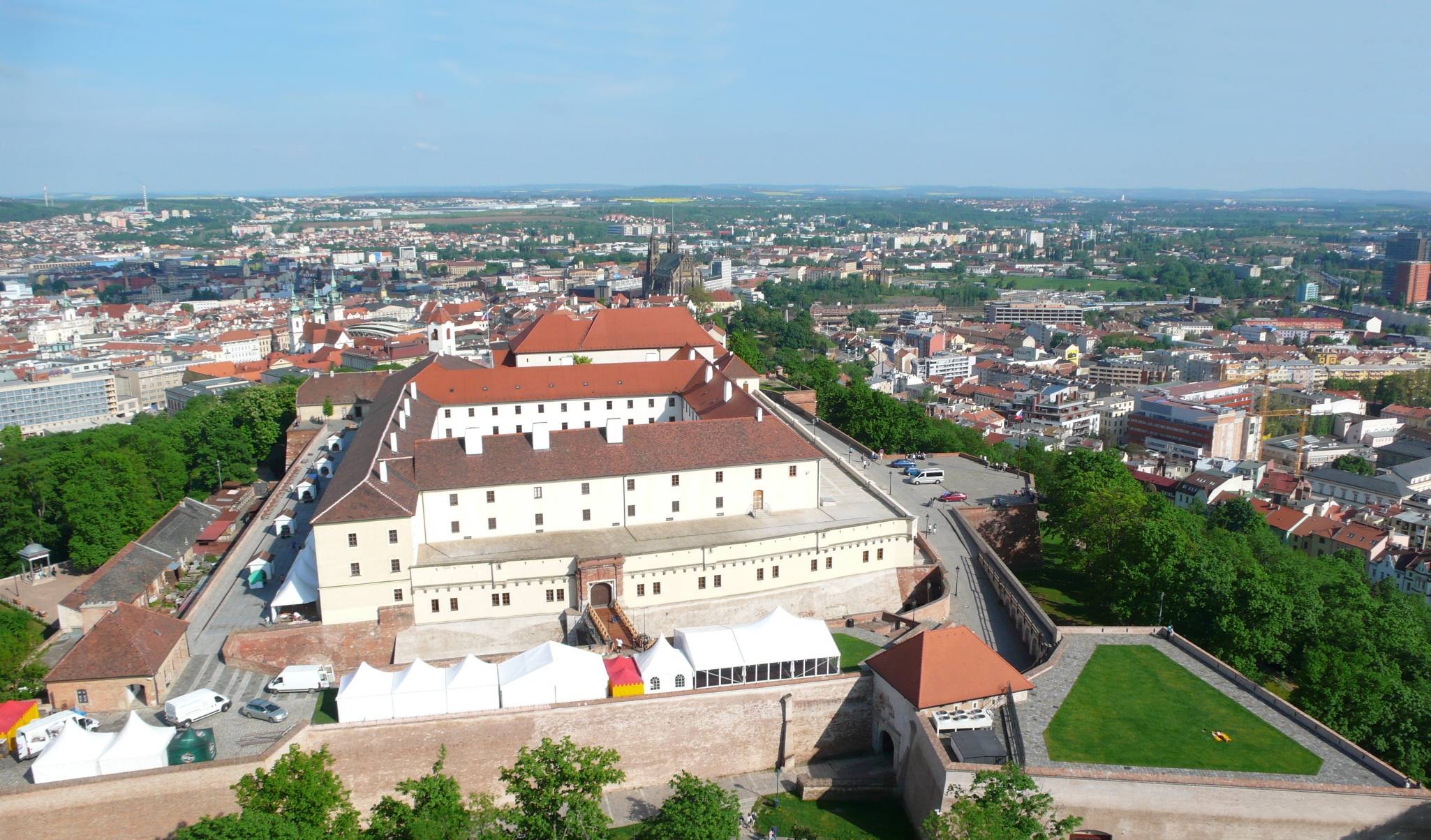
Špilberk - pohled z výšky
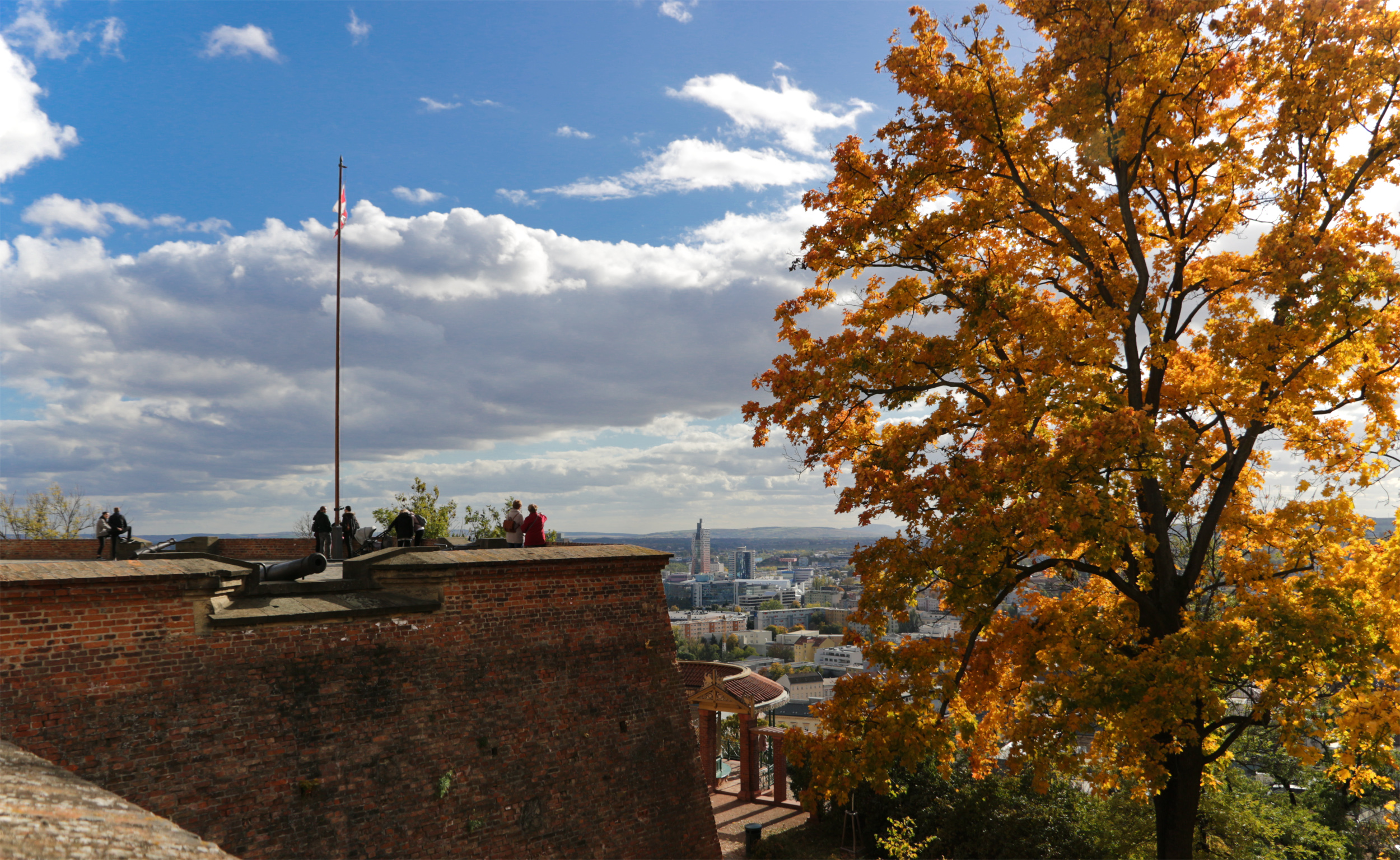
Hradby s vyhlídkou
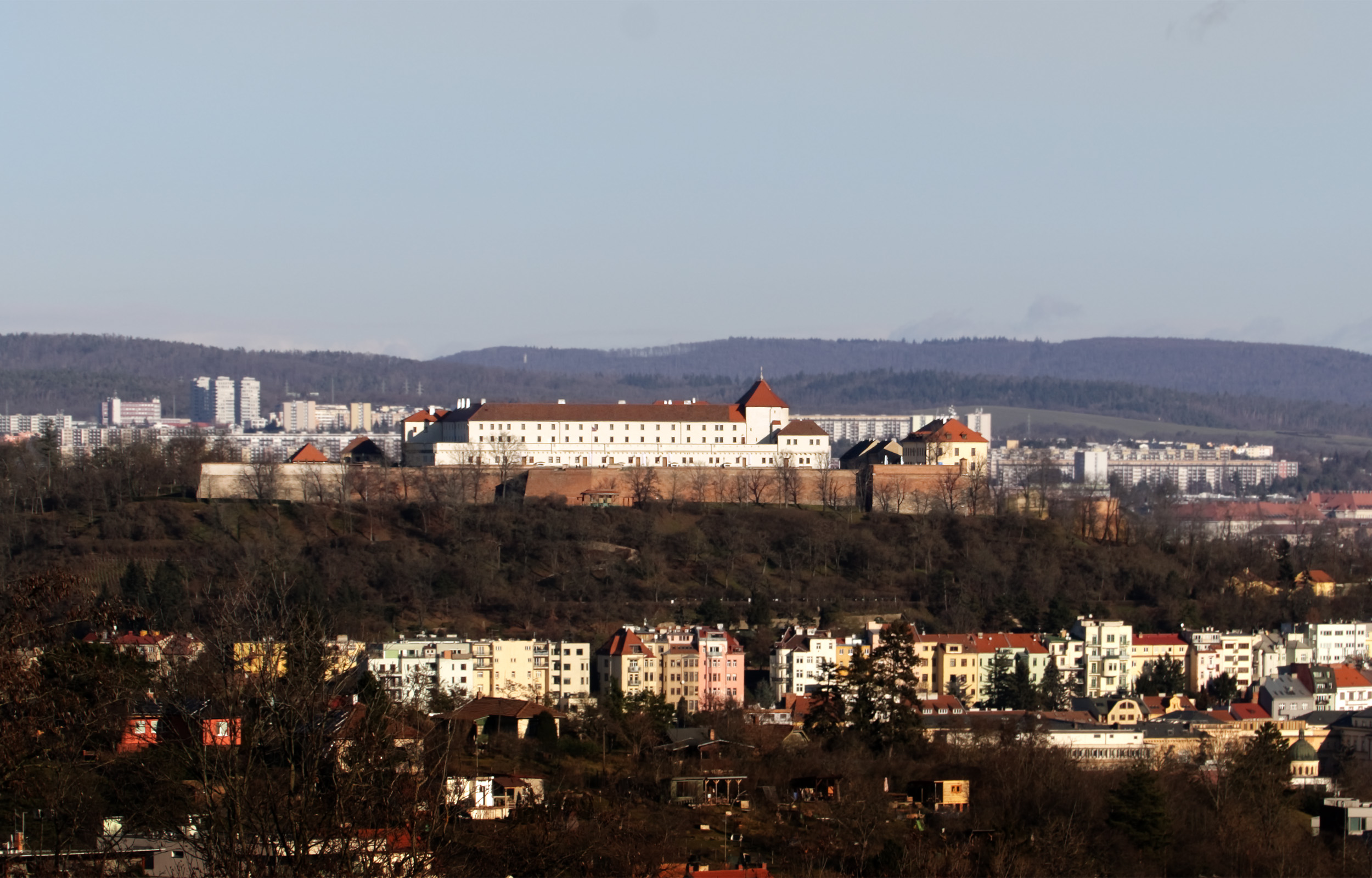
Celkový pohled od jihu